# Banda Recreativa União Pinheirense
A Banda Recreativa União Pinheirense é uma associação musical que mantém em actividade uma banda filarmónica com o mesmo nome tendo sede própria no lugar de Pinheiro, freguesia de São João de Loure, inaugurada em 1972.
A Banda interpreta obras que abrangem vários estilos musicais, das eruditas às ligeiras, de marchas até às tradicionais obras de cariz mais popular. Realiza também concertos com cantores e com coros, dando assim a conhecer outras formas de apresentação de concertos de bandas filarmónicas. Apresenta-se regularmente em actividades culturais como concertos, festas populares e religiosas, desfiles, comemorações.
A Banda Recreativa União Pinheirense obteve o estatuto de instituição de Utilidade Pública em 1996.

## Historial
A Banda Recreativa União Pinheirense surgiu nos anos 40, com a sua primeira actuação e designação oficial em 1948. A sede do grupo, inaugurada em 1972, fica no lugar de Pinheiro, freguesia de S. João de Loure.
O seu primeiro maestro foi o professor Joaquim Marques Baeta, natural do lugar de Pinheiro.
A primeira actuação foi em Maio de 1948 nos festejos de N.ª Sr.ª de Fátima, no Lugar de Pinheiro.
É dirigida desde 2002 pelo maestro prof. Jonathan Costa.
Em Junho de 2006 actou em Newark por ocasião das comemorações do Dia de Portugal. Em Julho de 2006 foi editado o 3º CD do grupo contendo 15 marchas do maestro e compositor Amílcar Morais.
Em 3 de Fevereiro de 2007 realizou-se no Cine-Teatro Alba o Concerto Ibérico, onde pôde ser apreciada a "Música de Homenagem ao Concelho de Albergaria-a-Velha" composta por Jonathan Costa.
A Banda possui uma Orquestra Juvenil, uma Orquestra Ligeira, um coro e uma Escola de Música.

## Obras
- "Orquestra Juvenil SFUP - Sociedade Filarmónica União Pinheirense"
- Banda Recreativa União Pinheirense
- Tributo a Amilcar Morais - Marchas